# Zoe Tembo
Zoe Mumbi Tembo (geb. als Zoe Mumbi; gest. am 11. März 2001) war eine sambische Menschenrechtlerin. 

## Leben
Sie war Koordinatorin für katholische Studierende in Afrika bei der Organisation Pax Romana. 1992 nahm sie an einem Kurs des International Service for Human Rights (ISHR) in Genf teil und absolvierte dort ein Praktikum. 
Unmittelbar danach begann sie ihre Tätigkeit am African Centre for Democracy and Human Rights Studies (ACDHRS) in Banjul, Gambia. Sie war zunächst stellvertretende Direktorin, ehe sie 1994 als Nachfolgerin von Raymond Sock  als erste Nicht-Gambierin und erste Frau Direktorin wurde. Während ihrer Tätigkeit dort kooperierte sie weiterhin mit dem ISHR und war dort als Beraterin tätig.
Im März 2001 starb sie überraschend nach kurzer Krankheit. Präsident Yahya Jammeh spendete 50.000 Dalasi für das Begräbnis. Hannah Forster folgte ihr als Direktorin.
Zu ihren Ehren wurde das neue Gebäude der Organisation Zoe Tembo Building genannt.

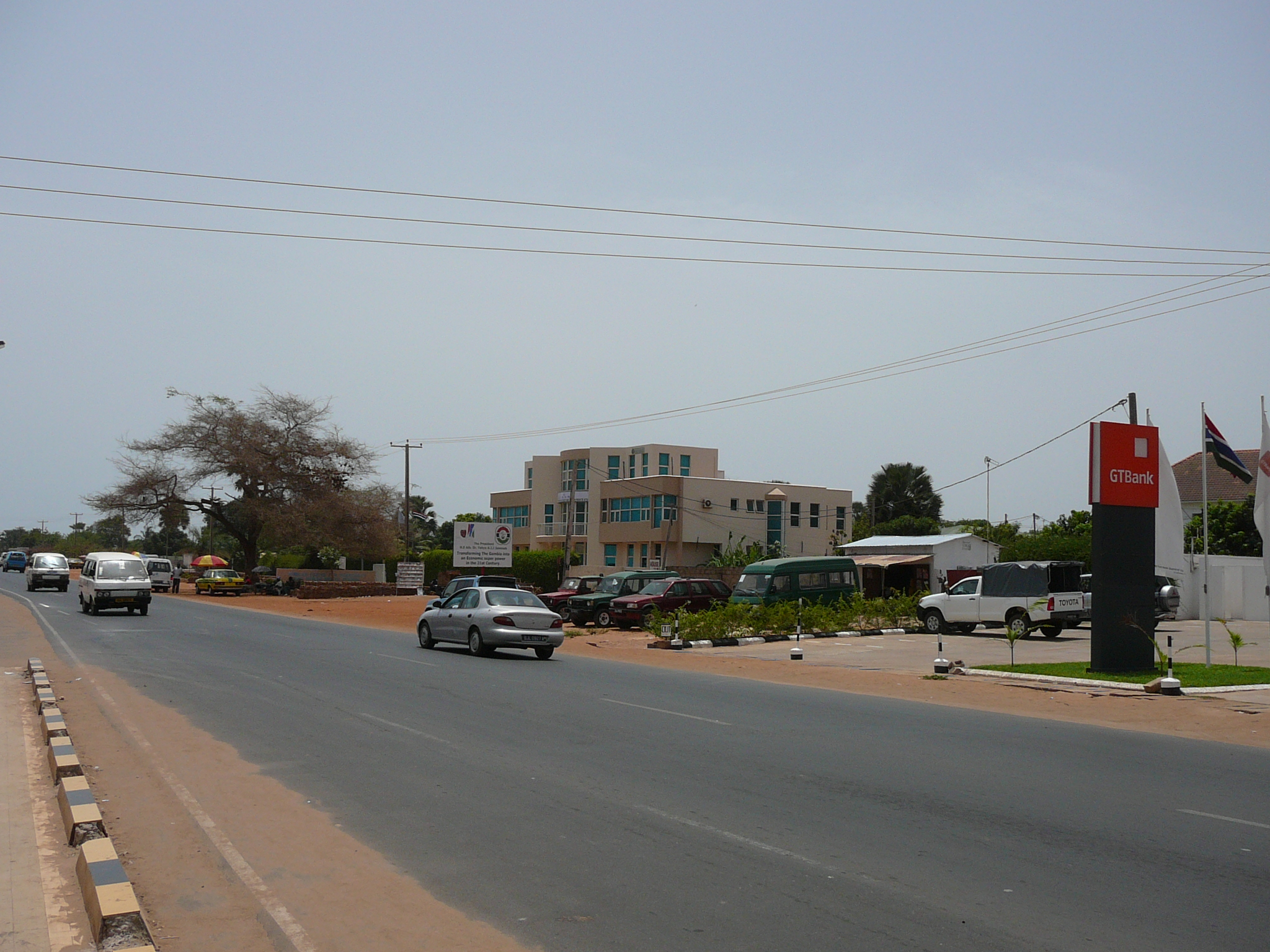
Das Zoe Tembo Building am Bertil Harding Highway in Kerr Seringe bei Kololi

## Familie
Sie war mit Joseph Tembo verheiratet, mit dem sie mehrere Kinder hatte.